# Top Springs
Top Springs ist eine Siedlung im Northern Territory, Australien. In der Mitte des Ortes befindet sich die Kreuzung von Buchanan Highway und Buntine Highway. Der Ort liegt 291 Kilometer südlich von Katherine und ist von vielen großen Rinderfarmen umgeben, darunter die Killarney Station nördlich des Orts.
2016 lebten in der Umgebung von Top Springs lebten 152 Einwohner, davon waren 36 % Aborigines. Ngarinyman, ein Dialekt der Gurindji-Sprache (Sprachfamilie Pama–Nyungan, siehe auch Australische Sprachen), wird von circa 17 % der Bevölkerung gesprochen.
Top Springs ist selber nicht viel mehr als eine Tankstelle und ein Roadhouse mit drei Einwohnern.